# (10004) Igormakarov
(10004) Igormakarov – planetoida z pasa głównego asteroid okrążająca Słońce w ciągu 5 lat i 180 dni w średniej odległości 3,11 j.a. Została odkryta 2 listopada 1975 roku przez Tamarę Smirnową. Przed nadaniem nazwy planetoida nosiła oznaczenie tymczasowe (10004) 1975 VV2.